# Капустовий
Капусто́вий — мала річка (струмок) в Україні, у Коростенському районі Житомирської області; права притока річки Різня (басейн річки Дніпро).

## Географія
Річка протікає по рівнинній території. Бере свій початок на висоті близько 180 м над рівнем моря на південній околиці села Пиріжки. Від витоку тече на південний схід до перетинання зі шляхом територіального значення Т 0608, далі переважно на схід до перетинання з міжнародною автотрасою М07 (Київ — Ковель — державний кордон з Польщею на прикордонному переході «Ягодин»), де востаннє змінює напрямок руху на північно-східний і впадає на західній околиці села Різня до однойменної річки на 15,5 км від її гирла. Гирло Капустового знаходиться на висоті близько 140 м над рівнем моря.
Довжина річки — 9 км; похил річки — 4,4 м/км. Річище слабо звивисте.

## Живлення
Живлення річки змішаного типу — поверхневі (дощові, снігові води) та підземні води. У верхів'ї річка пересихає у посушливі пори. У нижній течії приймає до себе декілька невеликих потоків.

## Населені пункти
Над Капустовим знаходяться села (від витоку): лівий берег — Пиріжки; правий берег — Малинівка, Різня.